# Deary
Deary es una ciudad ubicada en el condado de Latah en el estado estadounidense de Idaho. En el año 2010 tenía una población de 506 habitantes y una densidad poblacional de 316,25 personas por km².

## Geografía
Deary se encuentra ubicado en las coordenadas 46°48′0″N 116°33′31″O / 46.80000, -116.55861. Según la Oficina del Censo, la localidad tiene un área total de 1,6 km² (0,6 mi²), de la cual 1,6 km² (0,6 mi²) es tierra y 0 km² (0 mi²) (0.0%) es agua.

## Demografía
En el 2000 la renta per cápita promedia del hogar era de $36,167, y el ingreso promedio para una familia era de $40,750. En 2000 los hombres tenían un ingreso per cápita de $31,875 contra $19,688 para las mujeres. El ingreso per cápita para la localidad era de $16,244. Alrededor del 8.7% de la población estaba bajo el umbral de pobreza nacional.